# Pietraferrazzana
Pietraferrazzana è un comune italiano di 128 abitanti della provincia di Chieti in Abruzzo, facente parte dell'unione dei comuni montani del Sangro. Nel 1923 perse temporaneamente la sede comunale divenendo frazione del comune di Colledimezzo, per poi tornare a essere un comune autonomo nel 1963.
Il paese è sito a ridosso della roccia da cui prende il nome.

## Storia
Il primo documento che cita Pietraferrazzana fa parte dal Catalogus Baronum (1150-1168) che cita i feudatari ed i loro vassalli durante il regno normanno di Guglielmo il Malo, documento che impone loro di fornire milizie per la difesa del suo regno in difesa di qualsiasi minaccia, piccola o grande che essa sia.

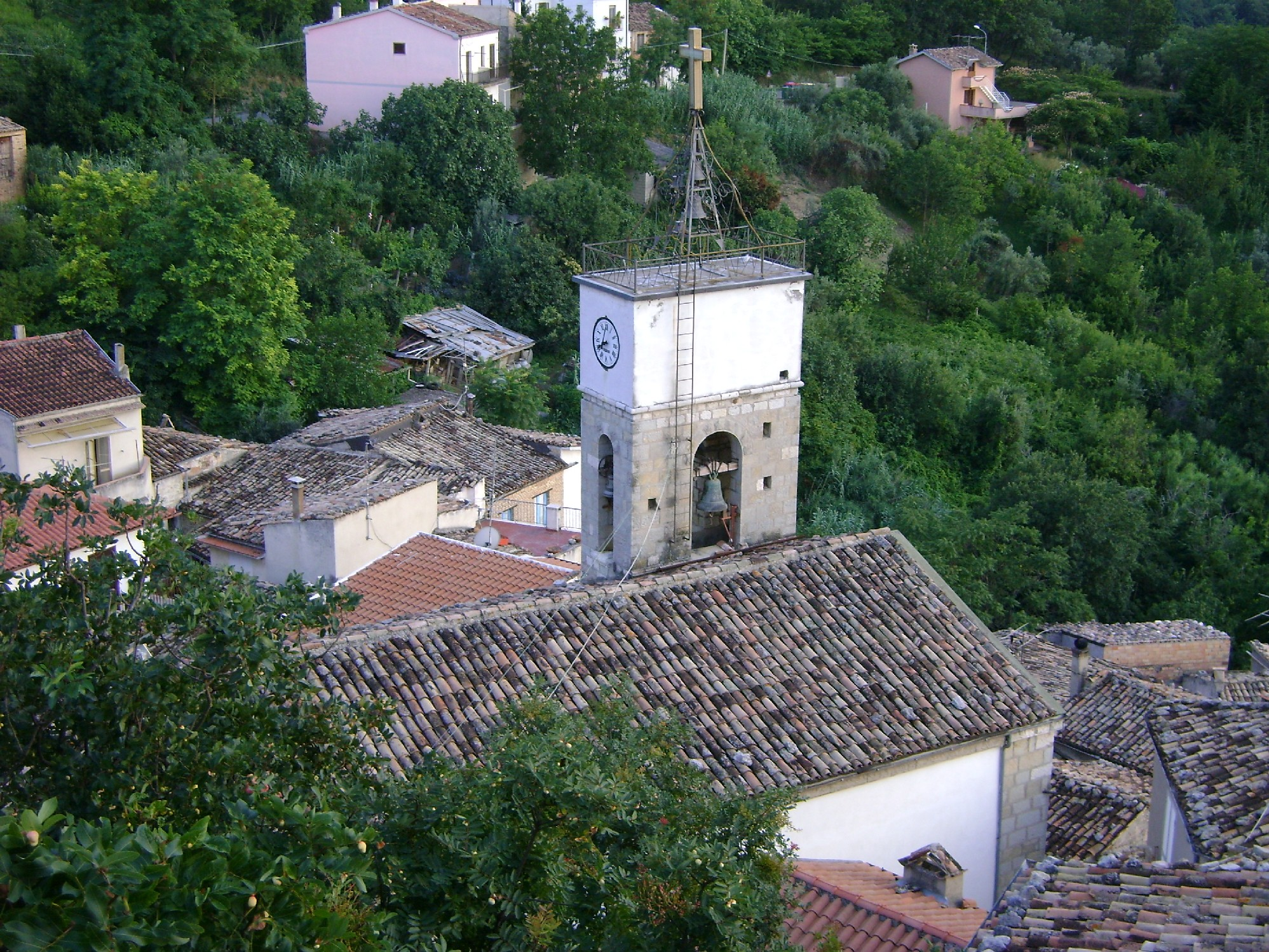
La chiesa di Santa Vittoria

Poi, controllando i feudi della Contea di Simone di Sangro, si scopre che il signore assoggettato, un certo Filippo il Guasto pare, a Simone di Sangro era in possesso di Rosellum (l'attuale Rosello) e Petram Garanzanam (l'attuale Pietraferrazzana), ambedue facenti parte della zona detta "in Terra Burrellensis" (il feudo controllato dai Di Sangro di Borrello). Tutti e due i paesi dovevano consegnare un miles cadauno, cioè un militare a cavallo seguito da dei servientes a piedi. In questo periodo, secondo l'Antinori, a Pietraferrazzana vi sono 24 famiglie che corrispondeva a 140-170 abitanti.
Nel Secolo XV Petraguaranzana
apparteneva ai Riccio, nel Cinquecento fu dominio di un'altra famiglia napoletana, i Caracciolo: da essi il borgo passò ai de Tino, ai Niccolò, sino a pervenire nel Settecento al casato Ariani.

### Simboli
Lo stemma del Comune di Pietraferrazzana è stato concesso con decreto del presidente della Repubblica del 5 aprile 2006.
Il gonfalone è un drappo di giallo con la bordatura di rosso.

## Monumenti e luoghi d'interesse

### Architetture religiose
- Chiesa di Santa Vittoria, che pare risalga, in base al Chronicon farfense (cioè una sorta di catasto delle chiese assoggettate all'Abbazia di Farfa), a dopo la costruzione del Santuario di Santo Stefano di Tornareccio. La forma attuale (romanico-barocca) è dovuta al restauro degli anni cinquanta. All'interno vi è un quadro che ritrae la santa (olio su tela del 1992) con un drago.[8][9] Nei pressi vi è un palazzo baronale.[9]

### Architetture militari
- Castello, del quale rimangono i ruderi del periodo medievale.[4]

### Altro
- Pietra pietraferrazzana su cui è arroccato il paese. Si tratta di uno sperone di roccia grigiastra con gugliette, composta di arenaria, rocce calcaree, argille varie e uno strato superficiale di grafite su cui cresce sporadicamente qualche pianticella.[9]
- Lago di Bomba. Pietraferrazzana si trova proprio dietro il lago artificiale sullo sperone roccioso. Assieme a Bomba e Colledimezzo, il paese contribuisce all'incremento turistico e industriale, avendo costruito un edificio che funge da albergo e negozio per la pesca e affitto di battelli e barche a vela.

## Società

### Evoluzione demografica
Abitanti censiti

## Amministrazione
| Periodo        | Periodo        | Primo cittadino    | Partito                                                                               | Carica  | Note          |
| -------------- | -------------- | ------------------ | ------------------------------------------------------------------------------------- | ------- | ------------- |
| 6 giugno 1993  | 13 maggio 2001 | Pierino Liberatore | Democrazia Cristiana (1993-1997) Lista civica di centro-sinistra (1997-2002)          | Sindaco | [ 11 ] [ 12 ] |
| 14 maggio 2001 | 15 maggio 2011 | Ciro Carpineta     | Lista civica di centro-destra (2001-2006) Lista civica di centro-sinistra (2006-2011) | Sindaco | [ 13 ] [ 14 ] |
| 16 maggio 2011 | 5 giugno 2016  | Pierino Liberatore | Lista civica Legalità - Onestà e Trasparenza                                          | Sindaco | [ 15 ]        |
| 5 giugno 2016  | in carica      | Ciro Carpineta     | Lista civica                                                                          | Sindaco |               |